# Nanofiltracja
Nanofiltracja – proces filtracji membranowej, w którym siłą napędową jest różnica ciśnień pomiędzy dwiema stronami membrany, tzw. ciśnienie transmembranowe. W procesie nanofiltracji na membranie zatrzymywane są zasadniczo związki organiczne (o masie cząsteczkowej > 200–300 Da) oraz jony dwu- i więcej wartościowe, a przepuszczane w dużym stopniu jony jednowartościowe. Nanofiltracja odbywa się pod ciśnieniem procesowym ok. 10–30 bar (1–3 MPa).
W procesie nanofiltracji nie jest potrzebna wstępna obróbka chemiczna wody surowej w przypadku wód o niskiej zawartości związków tworzących trudno rozpuszczalne osady. Ze względu na niskie ciśnienia pracy otrzymuje się zmiękczoną wodę przy niskim zużyciu energii.
W wyniku filtracji powstaje oczyszczona woda oraz koncentrat (odrzut z membrany). Udział objętościowy koncentratu jest bardzo mały – od 5 do 15% ilości wody zasilającej. Stanowi to o ekonomice takich instalacji, zwłaszcza w zastosowaniach do uzdatniania wody produkcyjnej lub odzysku wody ze ścieków.
Procesy nanofiltracyjne ze względu na charakter membran znajdują zastosowanie do uzdatniania wód produkcyjnych (częściowe odsalanie wody, dekarbonizacja, zmiękczanie), chłodniczych, odzysku wody lub surowców ze strumieni poprodukcyjnych oraz w oczyszczaniu ścieków.
Proces nanofiltracji, ze względu na rodzaj zastosowanej membrany, a także odpowiedni dobór ciśnienia pracy, pozwala na modelowanie składu wody w dość znacznym zakresie, przy jednoczesnej filtracji całego strumienia wody. Pozwala to zagwarantować usunięcie 99,9% zanieczyszczeń mikrobiologicznych.